# Kepler-4b
Kepler-4b, спочатку названа, як KOI 7.01, є екзопланетою яку виявив космічний апарат «Кеплер» транзитним методом. Його радіус і маса майже ідентичний до показників Нептуна, але через близьку дистанцію до її рідної зірки Kepler-4 вона значно гарячіша за будь-яку планету Сонячної системи. Про відкриття планети було оголошено 4 січня 2010 року у Вашингтоні, округ Колумбія, разом із чотирма наступними планетами  Kepler-5b , Kepler-6b , Kepler-7b і Kepler-8b , які спочатку були виявлені космічним апаратом «Кеплер» і згодом підтверджені телескопами в обсерваторії WM Keck.

## Материнська зоря
Kepler-4 — це зірка, дуже схожа на Сонце, розташована на відстані приблизно 1610 світлових років від Землі, у сузір'ї Дракона.

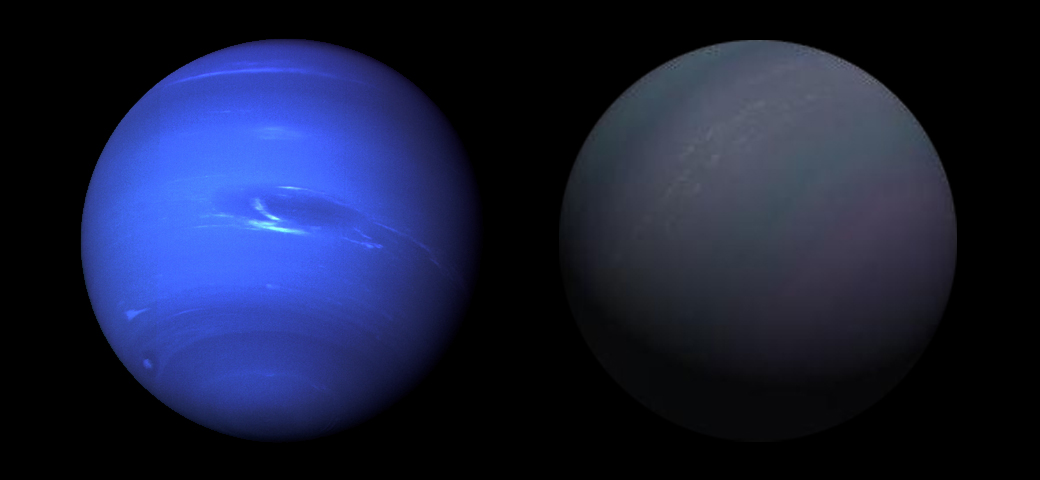
Порівняння розмірів Нептуна (ліворуч) і Kepler-4b (праворуч)

## Властивості
Kepler-4b обертається навколо своєї материнської зірки за 3.213 дня на відстані 0,046 а.о. Отже, Kepler-4b вважається надзвичайно гарячим, його середня температура перевищує 1426 °C (2600 °F). (1700 K)  За оцінками, планета в 25 разів масивніша за Землю з радіусом, який у 4 рази більший за радіус Землі.  Це робить його схожим на Нептун за розміром і масою, але з температурою, яка не порівнянна з жодною планетою Сонячної системи (Венера, найгарячіша планета, має лише 735 K). Вважалося, що ексцентриситет Kepler-4b дорівнює 0, однак незалежний повторний аналіз даних відкриття виявив значення 0,25° ± 0,12°.

## Дивіться також
- Список екзопланет, відкритих телескопом «Кеплер»|  | Ця стаття не містить посилань на джерела. Ви можете допомогти поліпшити цю статтю, додавши посилання на надійні (авторитетні) джерела. Матеріал без джерел може бути піддано сумніву та вилучено. (Вересень 2024) |